# (5514) Karelraška
(5514) Karelraška es un asteroide perteneciente al cinturón de asteroides descubierto el 29 de enero de 1989 por Zdeňka Vávrová desde el Observatorio Kleť, České Budějovice, República Checa.

## Designación y nombre
Designado provisionalmente como 1989 BN1. Fue nombrado Karelraška en honor a Karel Raška, médico y epidemiólogo checo, conocido como "el padre de la concepción de la vigilancia epidemiológica". Fue galardonado con la Medalla Edward Jenner por la Royal Society of Medicine.

## Características orbitales
Karelraška está situado a una distancia media del Sol de 2,565 ua, pudiendo alejarse hasta 3,014 ua y acercarse hasta 2,117 ua. Su excentricidad es 0,174 y la inclinación orbital 6,532 grados. Emplea 1501,30 días en completar una órbita alrededor del Sol.

## Características físicas
La magnitud absoluta de Karelraška es 13,4. Tiene 5,229 km de diámetro y su albedo se estima en 0,339. 